# Scottish League Two 2024-2025
La Scottish League Two 2024-2025 è la 31ª edizione del torneo e ha rappresentato la quarta categoria del calcio scozzese.
L'ultima squadra disputa uno spareggio a doppio giro contro i vincitori dello spareggio Pyramid tra i campioni della Highland League e della Lowland League, per determinare quale squadra parteciperà nella League Two nella stagione 2025-26.

## Squadre partecipanti
| Squadra         | Città       | Stadio             | Posizione 2023-2024                        |
| --------------- | ----------- | ------------------ | ------------------------------------------ |
| Bonnyrigg Rose  | Bonnyrigg   | New Dundas Park    | 8º posto                                   |
| Clyde           | Cumbernauld | New Douglas Park   | 9º posto                                   |
| Edinburgh       | Edinburgo   | Meadowbank Stadium | 10º posto in Scottish League One 2023-2024 |
| East Fife       | Methil      | Bayview Stadium    | 5º posto                                   |
| Elgin City      | Elgin       | Borough Briggs     | 7º posto                                   |
| Forfar Athletic | Forfar      | Station Park       | 6º posto                                   |
| Peterhead       | Peterhead   | Balmoor Stadium    | 2º posto                                   |
| Stirling Albion | Stirling    | Forthbank Stadium  | 9º posto in Scottish League One 2023-2024  |
| Stranraer       | Stranraer   | Stair Park         | 10º posto, vincitore play-out              |
| Spartans        | Edimburgo   | Ainslie Park       | 3º posto                                   |

## Classifica finale
|  | Pos. | Squadra             | Pt | G  | V  | N  | P  | GF | GS | DR  |
|  | ---- | ------------------- | -- | -- | -- | -- | -- | -- | -- | --- |
|  | 1.   | Peterhead           | 66 | 36 | 19 | 9  | 8  | 52 | 40 | +12 |
|  | 2.   | East Fife           | 65 | 36 | 20 | 5  | 11 | 65 | 37 | +28 |
|  | 3.   | Edinburgh           | 56 | 36 | 17 | 5  | 14 | 54 | 47 | +7  |
|  | 4.   | Elgin City          | 55 | 36 | 16 | 7  | 13 | 48 | 41 | +7  |
|  | 5.   | Spartans            | 52 | 36 | 15 | 7  | 14 | 48 | 47 | +1  |
|  | 6.   | Stirling Albion     | 48 | 36 | 14 | 6  | 16 | 50 | 57 | -7  |
|  | 7.   | Clyde               | 43 | 36 | 11 | 10 | 15 | 49 | 54 | -5  |
|  | 8.   | Stranraer           | 40 | 36 | 11 | 7  | 18 | 34 | 42 | −8  |
|  | 9.   | Forfar Athletic     | 36 | 36 | 8  | 12 | 16 | 29 | 42 | −13 |
|  | 10.  | Bonnyrigg Rose (-6) | 36 | 36 | 12 | 6  | 18 | 40 | 62 | −22 |

Legenda:

      Campione di League Two e promossa in League One
      Ammesse ai play-off per la League One
      Ammessa ai play-out
Note:

Tre punti a vittoria, uno a pareggio, zero a sconfitta.
Note:
Il Bonnyrigg Rose ha scontato 6 punti di penalizzazione per non aver mantenuto una licenza di livello Bronzo

## Play-off
Ai play-off partecipano la 2ª, 3ª e 4ª classificata della League Two e la 9ª classificata della League One 2024-2025.

### Semifinali
| Squadra 1  | Totale | Squadra 2      | Andata | Ritorno |
| ---------- | ------ | -------------- | ------ | ------- |
| Elgin City | 4 – 5  | Annan Athletic | 2 – 4  | 2 – 1   |
| Edinburgh  | 1 – 3  | East Fife      | 1 – 0  | 0 – 3   |

### Finale
| Squadra 1 | Totale | Squadra 2      | Andata | Ritorno |
| --------- | ------ | -------------- | ------ | ------- |
| East Fife | 4 – 3  | Annan Athletic | 3 – 2  | 1 – 1   |

## Play-out
Ai play-out partecipano la 10ª classificata della League Two (Bonnyrigg Rose), il campione della Highland Football League 2024-2025 (Brora Rangers) e il campione della Lowland Football League 2024-2025 (East Kilbride).

### Semifinale
| Squadra 1     | Totale | Squadra 2     | Andata | Ritorno |
| ------------- | ------ | ------------- | ------ | ------- |
| East Kilbride | 7 – 4  | Brora Rangers | 4 – 1  | 3 – 3   |

### Finale
| Squadra 1     | Totale | Squadra 2      | Andata | Ritorno |
| ------------- | ------ | -------------- | ------ | ------- |
| East Kilbride | 3 – 1  | Bonnyrigg Rose | 3 – 1  | 0 – 0   |